# Tuba Yakan
Tuba Yenen Yakan est une karatéka turque née le 8 janvier 1991 à Izmit. 

## Carrière
Elle a remporté la médaille d'or en kumite moins de 55 kilos aux championnats d'Europe de karaté 2013 à Budapest, aux Jeux méditerranéens de 2013 à Mersin et aux Jeux méditerranéens de 2018 à Tarragone. Elle est en outre, en kumite par équipe, médaillée d'or aux championnats d'Europe de karaté 2012 à Adeje et médaillée de bronze aux championnats du monde de karaté 2012 à Paris.
Elle est médaillée de bronze des moins de 55 kg aux Championnats d'Europe de karaté 2018 à Novi Sad, médaillée d'argent des moins de 55 kg aux Championnats d'Europe de karaté 2019 à Guadalajara et médaillée de bronze des moins de 55 kg aux Jeux méditerranéens de 2022 à Oran.
Elle est médaillée de bronze en kumite dans la catégorie des moins de 55 kg aux championnats d'Europe 2023 à Guadalajara, ainsi qu'aux Jeux européens de 2023 à Bielsko-Biała.
Elle remporte la médaille d'or en kumite dans la catégorie des moins de 55 kg lors des Championnats du monde de karaté 2023 à Budapest.